# ریکاردو پپی
ریکاردو پپی (انگلیسی: Ricardo Pepi؛ زادهٔ ۹ ژانویهٔ ۲۰۰۳) بازیکن فوتبال اهل ایالات متحده آمریکا است.
از باشگاه‌هایی که در آن بازی کرده‌است می‌توان به اف‌سی دالاس اشاره کرد.
وی همچنین در تیم‌های ملی فوتبال ایالات متحده آمریکا بازی کرده‌است.